# Delias microsticha
Delias microsticha is een vlindersoort uit de familie van de Pieridae (witjes), onderfamilie Pierinae.
Delias microsticha werd in 1904 beschreven door Rothschild.